# Kareli (Georgia)
Kareli (in georgiano ქარელი) è un comune della Georgia, situato nella regione di Shida Kartli.